# Kommunalwahlen in der SBZ 1946

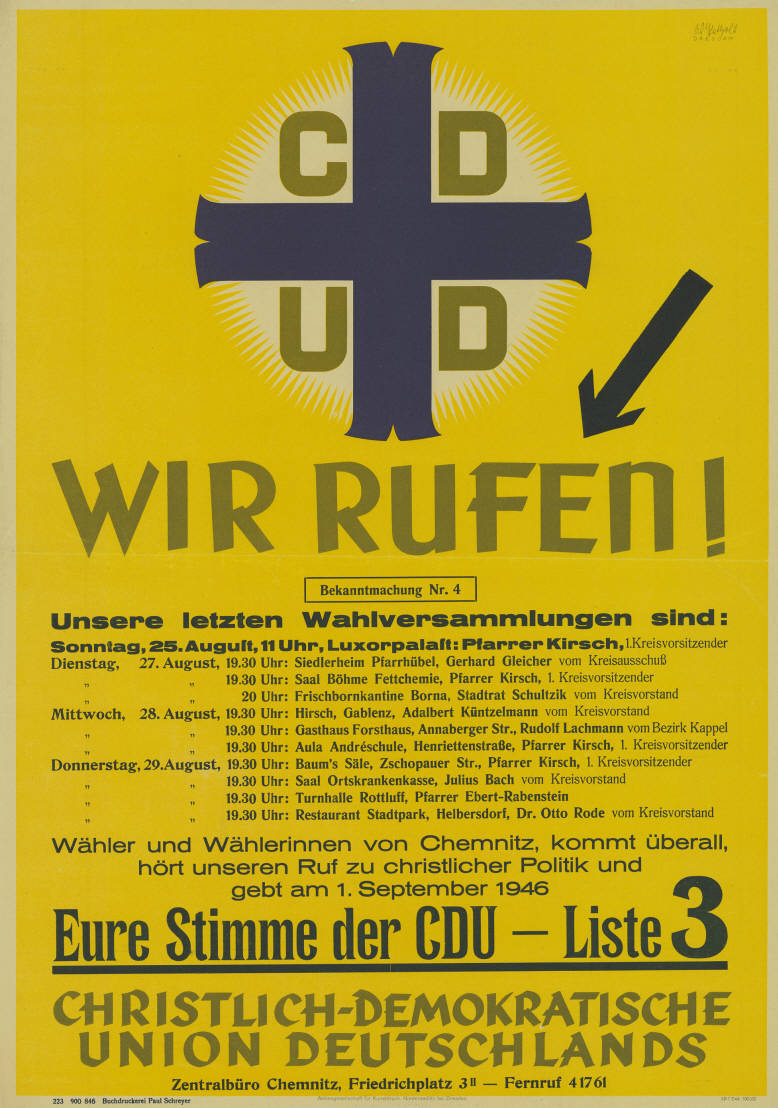
Wahlplakat der CDU zu den Kommunalwahlen 1946 in Chemnitz

Die Kommunalwahlen in der SBZ (Sowjetischen Besatzungszone) im September 1946 waren die einzigen Kommunalwahlen auf dem Gebiet der späteren DDR bis 1990, die den Anschein hatten, frei, allgemein und geheim – also demokratisch zu sein.
Bei den Wahlen wurde die im April 1946 durch die Zwangsvereinigung der SPD mit der KPD entstandene SED stärkste Partei. Zur Wahl standen die SED, die damals vor allem einen „christlichen Sozialismus“ propagierende Christlich Demokratische Union Deutschlands (CDU(D)), die bürgerlich-liberale Liberal-Demokratische Partei Deutschlands (LDP(D)) und die SED-gesteuerte Vereinigung der gegenseitigen Bauernhilfe (VdgB).

## Rahmenbedingungen und Wahldurchführung
Auch wenn diese Wahlen selbst weitgehend frei schienen, waren die Rahmenbedingungen wie das Ergebnis verzerrt. Die Kommunisten kamen in den Genuss einseitiger Privilegien. So brachte die KPD als erste ihre Parteizeitung auf den Markt. Sie wurde üppig mit Papier versorgt, sodass diese Wahlpublikation eine größere Auflage und ein größeres Format hatte. Die anderen Parteien bekamen nur kleinere Mengen Papier zugeteilt, und ihre Blätter unterlagen einer scharfen Zensur. Die Zeitungen von SPD, LPD und CDU kamen mit je 250.000 Exemplaren in Umlauf, die der KPD mit 350.000 Exemplaren.
Der gravierendste administrative Eingriff der SMAD zu Gunsten der SED bestand im Verbot für die SPD, nach der Zwangsvereinigung mit der KPD zur SED selbstständig zu kandidieren.
CDU und LDP konnten zwar kandidieren, ihre organisatorische Basis war jedoch durch verzögerte Zulassung der Orts- und Kreisverbände spürbar geschwächt. Dies wirkte sich bei den Kommunalwahlen deutlich stärker aus, als bei den Landtagswahlen in der SBZ 1946 im Folgemonat. Der Leiter der Zensur- und Propagandaabteilung der SMAD, Sergei Iwanowitsch Tjulpanow, wies in einem Geheimbefehl die regionalen Abteilungen der SMAD an, „die Gründung bürgerlicher Parteigruppen formell nicht zu verbieten“. Stattdessen sollten „verschiedene formale Vorwände“ gefunden werden, „um auch weiterhin deren Zahl begrenzt zu halten“. Lediglich in 20 % der Gemeinden konnten CDU und LDP Listen zur Kommunalwahl aufstellen, während die SED flächendeckend zugelassen war. Hierdurch war der Anteil der ungültigen Stimmen ungewöhnlich hoch. Auch bezüglich der Zuteilung von Papier und Druckkapazitäten wurden die bürgerlichen Parteien klar benachteiligt.
Rechtsgrundlage der Wahl war die von der Besatzungsmacht erlassene „Wahlordnung für die Landtags- und Kreistagswahlen in der sowjetischen Besatzungszone Deutschlands“ vom 11. September 1946. Auf Basis dieser Wahlordnungen wurden in jedem Land einzelne Wahlgesetze erlassen.
Die Durchführung der Landtagswahl in allen Besatzungszonen war durch die Folgen von Diktatur und Krieg erschwert. Weiterhin befand sich eine große Zahl von Wahlberechtigten in Kriegsgefangenschaft und konnte ihr Wahlrecht dadurch nicht wahrnehmen. Infolge von Flucht und Vertreibung (in der SBZ „Umsiedlung“ genannt) lebten viele Millionen Menschen außerhalb ihrer Heimat. Auch war das Einwohnermeldewesen durch den Verlust der Archive der Gemeinden Ostdeutschlands beeinträchtigt.
Ein schwieriges Thema stellte das Wahlrecht der ehemaligen Mitglieder von NSDAP, SS und anderen NS-Organisationen dar. Unter den vier Besatzungsmächten bestand Konsens darüber, dass eine aktive Mitwirkung an den Verbrechen des Nationalsozialismus einen Verlust des Wahlrechtes nach sich ziehen sollte. Da die Entnazifizierung aber noch nicht abgeschlossen war, galt es, geeignete Regelungen zu finden. Die Wahlordnung legte in der SBZ hierfür in § 3 fest, dass dies in Abhängigkeit vom Rang innerhalb der Organisation gelten sollte. Frühere Mitglieder der NSDAP waren zum Beispiel vom Ortsgruppenleiter an aufwärts nicht wahlberechtigt.
Allerdings beinhaltete die Wahlordnung in § 3 (3) einen Gummiparagraphen, nach dem „Sonstige Aktivisten des Faschismus und Kriegsinteressenten, deren Namen der Gemeindebehörde auf Vorschlag der antifaschistisch-demokratischen Parteien der Gemeinden durch den Block der antifaschistisch-demokratischen Parteien des Kreises namhaft gemacht werden“, vom Wahlrecht ausgeschlossen werden konnten. Dieser Passus wurde teilweise genutzt, um die Kandidaten bürgerlicher Parteien von der Wahl auszuschließen.

## Ergebnisse in den einzelnen Ländern
Die Wahlen fanden am 1. September in Sachsen, am 8. September in Thüringen und Sachsen-Anhalt und am 15. September in der Provinz Mark Brandenburg und Mecklenburg statt.
| Kommunalwahlen Mecklenburg 1946 %706050403020100 63,215,29,51,71,1 SEDCDULDPVdgBFrauen.eAnmerkungen:e Kommunaler Frauenausschuss | Kommunalwahlen Brandenburg 1946 %6050403020100 54,315,617,22,50,90,06 SEDCDULDPVdgBFrauen.eFDGBAnmerkungen:e Kommunaler Frauenausschuss | Kommunalwahlen Sachsen 1946 %50403020100 48,4220,2119,720,890,740,21 SEDLDPCDUVdgBFrauen.eSonst.Anmerkungen:e Kommunaler Frauenausschuss |
| Kommunalwahlen Sachsen-Anhalt 1946 %50403020100 49,519,813,31,10,7 SEDLDPCDUVdgBFrauen.eAnmerkungen:e Kommunaler Frauenausschuss | Kommunalwahlen Thüringen 1946 %50403020100 46,423,716,73,21,90,1 SEDLDPCDUVdgBFrauen.eSonst.Anmerkungen:e Kommunaler Frauenausschuss    | |

|                   | Mecklenburg | Brandenburg | Sachsen-Anhalt | Sachsen | Thüringen |
| Ungültige Stimmen | 9,3 %       | n/a         | 15,6 %         | 9,81 %  | 8 %       |
| SED               | 63,2 %      | 54,3 %      | 49,5 %         | 48,42 % | 46,32 %   |
| LDP               | 9,5 %       | 17,2 %      | 19,8 %         | 20,21 % | 23,7 %    |
| CDU               | 15,2 %      | 15,6 %      | 13,3 %         | 19,72 % | 16,7 %    |
| VdgB              | 1,7 %       | 2,5 %       | 1,1 %          | 0,89 %  | 3,2 %     |
| Frauenausschüsse  | 1,1 %       | 0,9 %       | 0,7 %          | 0,74 %  | 1,9 %     |
| Sonstige          | –           | 0,06 %      | –              | 0,21 %  | 0,1 %     |